# 영국 아카데미 남우조연상
영국 아카데미 남우조연상(BAFTA Award for Best Actor in a Supporting Role)은 영국 영화 텔레비전 예술 아카데미가 영화에서 뛰어난 조연 배역 연기를 펼친 남배우의 공로를 인정하여 매년 영국 아카데미 영화상에서 주어지는 상이다.

## 남우조합상 수상자 목록

### 1960년대
| 연도            | 배우                            | 영화          | 배역 | 참고 |
| --------------- | ------------------------------- | ------------- | ---- | ---- |
| 1968 22회       |                                 |               |      |      |
| 이언 홈         | 《The Bofors Gun》              | 플린          |      |      |
| 앤서니 홉킨스   | 《겨울의 라이온》               | 리처드 1세    |      |      |
| 존 매케너리     | 《로미오와 줄리엣》             | 머큐시오      |      |      |
| 조지 시걸       | 《노 웨이 투 트리트 어 레이디》 | 모리스 브루멜 |      |      |
| 1969 23회       |                                 |               |      |      |
| 로런스 올리비에 | 《오! 멋진 전쟁》               | 존 프렌치     |      |      |
| 잭 클루그먼     | 《굿바이 컬럼버스》             | 벤 파팀킨     |      |      |
| 잭 니컬슨       | 《이지 라이더》                 | 조지 핸슨 ‡   |      |      |
| 로버트 본       | 《블리트》                      | 차머스        |      |      |

### 1970년대
| 연도                         | 배우                           | 영화                               | 배역 |
| ---------------------------- | ------------------------------ | ---------------------------------- | ---- |
| 1970 24회                    |                                |                                    |      |
| 콜린 웰런드                  | 《케스》                       | 파딩 씨                            |      |
| 버나드 크리빈스              | 《철도 위의 아이들》           | 앨버트 퍼크스                      |      |
| 존 밀스                      | 《라이언의 딸》                | 마이클 †                           |      |
| 기그 영                      | 《그들은 말을 쏘았다》         | 록키 †                             |      |
| 1971 25회                    |                                |                                    |      |
| 에드워드 폭스                | 《사랑의 메신저》              | 휴 트리밍엄                        |      |
| 마이클 고프                  | 《사랑의 메신저》              | 미스터 모즐리                      |      |
| 이언 헨드리                  | 《겟 카터》                    | 에릭 페이스                        |      |
| 존 허트                      | 《10번가의 살인》              | 티머시 에번스                      |      |
| 1972 26회                    |                                |                                    |      |
| 벤 존슨                      | 《라스트 픽처 쇼》             | 샘 †                               |      |
| 맥스 에이드리언 (posthumous) | 《보이 프렌드》                | 미스터 맥스 / 휴버트 브록허스트 경 |      |
| 로버트 듀발                  | 《대부》                       | 톰 헤이건 ‡                        |      |
| 랠프 리처드슨                | 《캐롤라인 램 부인》           | 조지 4세                           |      |
| 1973 27회                    |                                |                                    |      |
| 아서 로                      | 《오 럭키 맨》                 | 미스터 더프 / 찰리 존슨/ 닥터 먼다 |      |
| 이언 배넌                    | 《신문》                       | 케네스 백스터                      |      |
| 덴홈 엘리엇                  | 《인형의 집》                  | 닐스 크로스타                      |      |
| 마이클 론즈데일              | 《자칼의 날》                  | 리벨                               |      |
| 1974 28회                    |                                |                                    |      |
| 존 길구드                    | 《오리엔트 특급 살인》         | 미스터 베도스                      |      |
| 애덤 페이스                  | 《스타더스트》                 | 마이크 메너리                      |      |
| 존 휴스턴                    | 《차이나타운》                 | 노아 크로스                        |      |
| 랜디 퀘이드                  | 《마지막 지령》                | 시맨 래리 메도스 ‡                 |      |
| 1975 29회                    |                                |                                    |      |
| 프레드 아스테어              | 《타워링》                     | 할리 클레이본 ‡                    |      |
| 마틴 발삼                    | 《지하의 하이재킹》            | 해럴드 롱맨                        |      |
| 버지스 메러디스              | 《부서진 세월》                | 해리 그리너 ‡                      |      |
| 잭 워든                      | 《샴푸》                       | 레스터 카프 ‡                      |      |
| 1976 30회                    |                                |                                    |      |
| 브래드 두리프                | 《뻐꾸기 둥지 위로 날아간 새》 | 빌리 비빗 ‡                        |      |
| 마틴 발삼                    | 《모두가 대통령의 사람들》     | 하워드 사이먼스                    |      |
| 마이클 호던                  | 《슬리퍼와 로즈》              | 왕                                 |      |
| 제이슨 로바즈                | 《모두가 대통령의 사람들》     | 벤 브래들리 †                      |      |
| 1977 31회                    |                                |                                    |      |
| 에드워드 폭스                | 《머나먼 다리》                | 브라이언 호럭스                    |      |
| 콜린 블레이클리              | 《에쿠스》                     | 프랭크 스트랭                      |      |
| 로버트 듀발                  | 《네트워크》                   | 프랭크 해킷                        |      |
| 제로 모스텔                  | 《프론트》                     | 헤키 브라운                        |      |
| 1978 32회                    |                                |                                    |      |
| 존 허트                      | 《미드나잇 익스프레스》        | 맥스 ‡                             |      |
| 진 해크먼                    | 《슈퍼맨》                     | 렉스 루터                          |      |
| 제이슨 로바즈                | 《줄리아》                     | 대실 해밋 †                        |      |
| 프랑수아 트뤼포              | 《미지와의 조우》              | 클로드 라콤                        |      |
| 1979 33회                    |                                |                                    |      |
| 로버트 듀발                  | 《지옥의 묵시록》              | 빌 킬고어 ‡                        |      |
| 덴홈 엘리엇                  | 《세인트 잭》                  | 윌리엄 리                          |      |
| 존 허트                      | 《에이리언》                   | 케인                               |      |
| 크리스토퍼 워컨              | 《디어 헌터》                  | 닉 체보타레비치 †                  |      |

### 1980년대
| 연도                       | 배우                            | 영화                | 배역 |
| -------------------------- | ------------------------------- | ------------------- | ---- |
| 1981 35회                  |                                 |                     |      |
| 이언 홈                    | 《불의 전차》                   | 샘 무사비니 ‡       |      |
| 덴홈 엘리엇                | 《레이더스》                    | 마커스 브로디       |      |
| 존 길구드                  | 《아서》                        | 홉슨 †              |      |
| 나이절 헤이어스            | 《불의 전차》                   | 앤드루 린지         |      |
| 1982 36회                  |                                 |                     |      |
| 잭 니컬슨                  | 《레즈》                        | 유진 오닐 ‡         |      |
| 프랭크 핀리                | 《병사의 귀향》                 | 윌리엄 그레이       |      |
| 에드워드 폭스              | 《간디》                        | 레지널드 다이어     |      |
| 로샨 세스                  | 《간디》                        | 자와할랄 네루       |      |
| 1983 37회                  |                                 |                     |      |
| 덴홈 엘리엇                | 《에디 머피의 대역전》          | 콜먼                |      |
| 밥 호스킨스                | 《데드 라인》                   | 페레스              |      |
| 버트 랭커스터              | 《시골 영웅》                   | 필릭스 해퍼         |      |
| 제리 루이스                | 《코미디의 왕》                 | 제리 랭퍼드         |      |
| 1984 38회                  |                                 |                     |      |
| 덴홈 엘리엇                | 《프라이빗 펑션》               | 찰스 스웨이비       |      |
| 마이클 엘픽                | 《고르키 파크》                 | 파샤                |      |
| 이언 홈                    | 《그레이스토크》                | 필리프 다르농       |      |
| 랠프 리처드슨              | 《그레이스토크》                | 그레이스토크 자작 ‡ |      |
| 1985 39회                  |                                 |                     |      |
| 덴홈 엘리엇                | 《왕국의 비밀》                 | 버넌 베일리스       |      |
| 제임스 폭스                | 《인도로 가는 길》              | 리처드 필딩         |      |
| 존 길구드                  | 《플렌티》                      | 레너드 다윈         |      |
| 사이드 재프리              | 《나의 아름다운 세탁소》        | 나세르              |      |
| 1986 40회                  |                                 |                     |      |
| 레이 매커낼리              | 《미션》                        | 알타미라노          |      |
| 클라우스 마리아 브랜다우어 | 《아웃 오브 아프리카》          | 브로르 블릭센 ‡     |      |
| 사이먼 캘로                | 《전망 좋은 방》                | 아서 비비           |      |
| 덴홈 엘리엇                | 《전망 좋은 방》                | 미스터 에머슨 ‡     |      |
| 1987 41회                  |                                 |                     |      |
| 다니엘 오퇴유              | 《마농의 샘》                   | 우골린              |      |
| 이언 배넌                  | 《희망과 영광》                 | 조지 할배           |      |
| 숀 코너리                  | 《언터처블》                    | 지미 멀론 †         |      |
| 존 소                      | 《자유의 절규》                 | 크루거              |      |
| 1988 42회                  |                                 |                     |      |
| 마이클 페일린              | 《완다라고 불린 물고기》        | 켄 파일             |      |
| 조스 애클랜드              | 《다이애나의 두 남자》          | 족 델브스 브로턴    |      |
| 피터 오툴                  | 《마지막 황제》                 | 레지널드 존스턴     |      |
| 데이비드 수셰이            | 《갈라진 세계》                 | 뮬러                |      |
| 1989 43회                  |                                 |                     |      |
| 로이 매커낼리              | 《나의 왼발》                   | 미스터 브라운       |      |
| 말런 브랜도                | 《백색의 계절》                 | 이언 매켄지 ‡       |      |
| 숀 코너리                  | 《인디아나 존스와 최후의 성전》 | 헨리 존스 시니어    |      |
| 잭 니컬슨                  | 《배트맨》                      | 조커                |      |

### 1990년대
| 연도              | 배우                                | 영화                   | 배역 |
| ----------------- | ----------------------------------- | ---------------------- | ---- |
| 1990 44회         |                                     |                        |      |
| 살바토레 카스키오 | 《시네마 천국》                     | 살바토레 디비타        |      |
| 앨런 알다         | 《범죄와 비행》                     | 레스터                 |      |
| 존 허트           | 《카인의 반항》                     | 버드 오도널            |      |
| 알 파치노         | 《딕 트레이시》                     | 알폰스 카프리스 ‡      |      |
| 1991 45회         |                                     |                        |      |
| 앨런 릭먼         | 《의적 로빈후드》                   | 노팅엄 영주            |      |
| 앨런 베이츠       | 《햄릿》                            | 클로디어스             |      |
| 데릭 재커비       | 《환생》                            | 프랭클린 매드슨        |      |
| 앤드루 스트롱     | 《커미트먼트》                      | 디코 커프              |      |
| 1992 46회         |                                     |                        |      |
| 진 해크먼         | 《용서받지 못한 자》                | 리틀 빌 대깃 †         |      |
| 제이 데이비드슨 ‡ | 《크라잉 게임》                     | 딜                     |      |
| 토미 리 존스      | 《JFK》                             | 클레이 쇼 ‡            |      |
| 새뮤얼 웨스트     | 《하워즈 엔드》                     | 레너드 배스트          |      |
| 1993 47회         |                                     |                        |      |
| 레이프 파인스     | 《쉰들러 리스트》                   | 아몬 괴트 ‡            |      |
| 벤 킹즐리         | 쉰들러 리스트                       | 이츠하크 슈테른        |      |
| 존 말코비치       | 《사선에서》                        | 미치 리어리 ‡          |      |
| 토미 리 존스      | 《도망자》                          | 새뮤얼 제라드 보안관 † |      |
| 1994 48회         |                                     |                        |      |
| 새뮤얼 L. 잭슨    | 《펄프 픽션》                       | 줄스 윈필드 ‡          |      |
| 사이먼 캘로       | 《네 번의 결혼식과 한 번의 장례식》 | 개러스                 |      |
| 존 해나           | 《네 번의 결혼식과 한 번의 장례식》 | 매슈                   |      |
| 폴 스코필드       | 《퀴즈 쇼》                         | 마크 밴 도런 ‡         |      |
| 1995 49회         |                                     |                        |      |
| 팀 로스           | 《롭 로이》                         | 아치볼드 커닝햄 ‡      |      |
| 이언 홈           | 《조지 왕의 광기》                  | 닥터 윌리스            |      |
| 마틴 랜다우       | 《에드 우드》                       | 벨라 루고시 †          |      |
| 앨런 릭먼         | 《센스 앤 센서빌리티》              | 크리스토퍼 브랜던      |      |
| 1996 50회         |                                     |                        |      |
| 폴 스코필드       | 《크루서블》                        | 토머스 댄포스          |      |
| 존 길구드         | 《샤인》                            | 세실 파크스            |      |
| 에드워드 노튼     | 《프라이멀 피어》                   | 에런 스탬플러 ‡        |      |
| 앨런 릭먼         | 《마이클 콜린스》                   | 에이먼 데 벌레라       |      |
| 1997 51회         |                                     |                        |      |
| 톰 윌킨슨         | 《풀 몬티》                         | 제럴드                 |      |
| 마크 애디         | 《풀 몬티》                         | 데이브                 |      |
| 루퍼트 에버렛     | 《내 남자친구의 결혼식》            | 조지 다운스            |      |
| 버트 레이놀즈     | 《부기 나이트》                     | 잭 호너 ‡              |      |
| 1998 52회         |                                     |                        |      |
| 제프리 러시       | 《엘리자베스》                      | 프랜시스 웰싱엄        |      |
| 에드 해리스       | 《트루먼 쇼》                       | 크리스토프 ‡           |      |
| 제프리 러시       | 《셰익스피어 인 러브》              | 필립 헨즐로 ‡          |      |
| 톰 윌킨슨         | 《셰익스피어 인 러브》              | 휴 페니먼              |      |
| 1999 53회         |                                     |                        |      |
| 주드 로           | 《리플리》                          | 디키 그린리프 ‡        |      |
| 웨스 벤틀리       | 《아메리칸 뷰티》                   | 리키 피츠              |      |
| 마이클 케인       | 《사이더 하우스》                   | 윌버 라치 †            |      |
| 리스 이반스       | 《노팅힐》                          | 스파이크               |      |
| 티머시 스폴       | 《뒤죽박죽》                        | 리처드 템플            |      |

### 2000년대
| 연도                  | 배우                                  | 영화                       | 배역 |
| --------------------- | ------------------------------------- | -------------------------- | ---- |
| 2000 54회             |                                       |                            |      |
| 베니치오 델 토로      | 《트래픽》                            | 하비에르 로드리게스 †      |      |
| 앨버트 피니           | 《에린 브로코비치》                   | 에드워드 L. 마스리 ‡       |      |
| 게리 루이스           | 《빌리 엘리엇》                       | 재키 엘리어트              |      |
| 호아킨 피닉스         | 《글래디에이터》                      | 콤모두스 ‡                 |      |
| 올리버 리드 (사후)    | 《글래디에이터》                      | 프록시모                   |      |
| 2001 55회             |                                       |                            |      |
| 짐 브로드벤트         | 《물랑 루즈》                         | 해럴드 지들러              |      |
| 휴 보너빌             | 《아이리스》                          | 존 베일리                  |      |
| 로비 콜트레인         | 《해리 포터와 마법사의 돌》           | 루베우스 해그리드          |      |
| 콜린 퍼스             | 《브리짓 존스의 일기》                | 마크 다아시                |      |
| 에디 머피             | 《슈렉》                              | 동키                       |      |
| 2002 56회             |                                       |                            |      |
| 크리스토퍼 워컨       | 《캐치 미 이프 유 캔》                | 프랭크 애버그네일 시니어 ‡ |      |
| 크리스 쿠퍼           | 《어댑테이션.                         | 존 라로시 †                |      |
| 에드 해리스           | 《디 아워스》                         | 리처드 브라운 ‡            |      |
| 앨프리드 몰리나       | 《프리다》                            | 디에고 리베라              |      |
| 폴 뉴먼               | 《로드 투 퍼디션》                    | 존 루니 ‡                  |      |
| 2003 57회             |                                       |                            |      |
| 빌 나이               | 《러브 액츄얼리》                     | 빌리 맥                    |      |
| 폴 베타니             | 《마스터 앤드 커맨더: 위대한 정복자》 | 닥터 스티븐 마투린         |      |
| 앨버트 피니           | 《빅 피쉬》                           | 에드 블룸                  |      |
| 이언 매켈런           | 《반지의 제왕: 왕의 귀환》            | 간달프                     |      |
| 팀 로빈스             | 《미스틱 리버》                       | 데이브 보일 †              |      |
| 2004 58회             |                                       |                            |      |
| 클라이브 오언         | 《클로저》                            | 래리 그레이 ‡              |      |
| 앨런 알다             | 《에비에이터》                        | 오언 브루스터 ‡            |      |
| 필 데이비스           | 《베라 드레이크》                     | 스탠리 드레이크            |      |
| 제이미 폭스           | 《콜래트럴》                          | 맥스 듀로셔 ‡              |      |
| 로드리고 데 라 세르나 | 《모터싸이클 다이어리》               | 알베르토 그라나도          |      |
| 2005 59회             |                                       |                            |      |
| 제이크 질런홀         | 《브로크백 마운틴》                   | 잭 트위스트 ‡              |      |
| 돈 치들               | 《크래쉬》                            | 그레이엄 워터스 탐정       |      |
| 조지 클루니           | 《굿 나잇, 앤 굿 럭.                  | 프레드 W. 프렌들리         |      |
| 조지 클루니           | 《시리아나》                          | 밥 반스 †                  |      |
| 맷 딜런               | 《크래쉬》                            | 존 라이언 중사 ‡           |      |
| 2006 60회             |                                       |                            |      |
| 앨런 아킨             | 《리틀 미스 선샤인》                  | 에드윈 후버 †              |      |
| 제임스 매커보이       | 《라스트 킹》                         | 니컬러스 개리건            |      |
| 잭 니컬슨             | 《디파티드》                          | 프랭크 코스텔로            |      |
| 레슬리 필립스         | 《비너스》                            | 이언 브룩스                |      |
| 마이클 신             | 《퀸》                                | 토니 블레어                |      |
| 2007 61회             |                                       |                            |      |
| 하비에르 바르뎀       | 《노인을 위한 나라는 없다》           | 안톤 쉬거 †                |      |
| 폴 다노               | 《데어 윌 비 블러드》                 | 일라이 선데이 / 폴 선데이  |      |
| 필립 시모어 호프먼    | 《찰리 윌슨의 전쟁》                  | 구스트 아브라코토스 ‡      |      |
| 토미 리 존스          | 《노인을 위한 나라는 없다》           | 에드 톰 벨 보안관          |      |
| 톰 윌킨슨             | 《마이클 클레이튼》                   | 아서 이든스 ‡              |      |
| 2008 62회             |                                       |                            |      |
| 히스 레저 (사후)      | 《다크 나이트》                       | 조커 †                     |      |
| 로버트 다우니 주니어  | 《트로픽 썬더》                       | 커크 라저러스 ‡            |      |
| 브렌던 글리슨         | 《킬러들의 도시》                     | 켄 데일리                  |      |
| 필립 시모어 호프먼    | 《다우트》                            | 브렌던 플린 신부 ‡         |      |
| 브래드 피트           | 《번 애프터 리딩》                    | 채드 펠드하이머            |      |
| 2009 63회             |                                       |                            |      |
| 크리스토프 발츠       | 《바스터즈: 거친 녀석들》             | 한스 란다 †                |      |
| 앨릭 볼드윈           | 《사랑은 너무 복잡해》                | 제이컵 애들러              |      |
| 크리스천 매케이       | 《나와 오슨 웰스》                    | 오슨 웰스                  |      |
| 앨프리드 몰리나       | 《언 애듀케이션》                     | 잭 밀러                    |      |
| 스탠리 투치           | 《러블리 본즈》                       | 조지 하비 ‡                |      |

### 2010년대
| 2010 64회                |                                 |                        |
| 제프리 러시              | 《킹스 스피치》                 | 라이어널 로그 ‡        |
| 크리스천 베일            | 《파이터》                      | 디키 에클런드 †        |
| 앤드루 가필드            | 《소셜 네트워크》               | 에드와도 새버린        |
| 피트 포슬스웨이트 (사후) | 《타운》                        | 퍼거스 콜름            |
| 마크 러팔로              | 《에브리바디 올라잇》           | 폴 햇필드 ‡            |
| 2011 65회                |                                 |                        |
| 크리스토퍼 플러머        | 《비기너스》                    | 핼 필즈 †              |
| 케네스 브레너            | 《마릴린 먼로와 함께한 일주일》 | 로런스 올리비에 ‡      |
| 짐 브로드벤트            | 《철의 여인》                   | 데니스 대처            |
| 조나 힐                  | 《머니볼》                      | 피터 브랜드 ‡          |
| 필립 시모어 호프먼       | 《킹메이커》                    | 폴 자라                |
| 2012 66회                |                                 |                        |
| 크리스토프 발츠          | 《쟝고: 분노의 추적자》         | 닥터 킹 슐츠 †         |
| 앨런 아킨                | 《아르고》                      | 레스터 시걸 ‡          |
| 하비에르 바르뎀          | 《스카이폴》                    | 라울 실바              |
| 필립 시모어 호프먼       | 《마스터》                      | 랭커스터 도드 ‡        |
| 토미 리 존스             | 《링컨》                        | 새디어스 스티븐스 ‡    |
| 2013 67회                |                                 |                        |
| 바카드 압디              | 《캡틴 필립스》                 | 압두왈리 무세 ‡        |
| 다니엘 브륄              | 《러시: 더 라이벌》             | 니키 라우다            |
| 브래들리 쿠퍼            | 《아메리칸 허슬》               | 리치 디마소 ‡          |
| 맷 데이먼                | 《쇼를 사랑한 남자》            | 스콧 소슨              |
| 마이클 패스벤더          | 《노예 12년》                   | 에드윈 엡스 ‡          |
| 2014 68회                |                                 |                        |
| J. K. 시먼스             | 《위플래쉬》                    | 테런스 플레처 †        |
| 스티브 커렐              | 《폭스캐처》                    | 존 듀 폰트 ‡           |
| 이선 호크                | 《보이후드》                    | 메이슨 에번스 시니어 ‡ |
| 에드워드 노턴            | 《버드맨》                      | 마이크 샤이너 ‡        |
| 마크 러팔로              | 《폭스캐처》                    | 데이브 슐츠 ‡          |
| 2015 69회                |                                 |                        |
| 마크 라일런스            | 《스파이 브릿지》               | 루돌프 아벨 †          |
| 크리스천 베일            | 《빅쇼트》                      | 마이클 버리 ‡          |
| 베니치오 델 토로         | 《시카리오: 암살자의 도시》     | 알레한드로 길릭        |
| 이드리스 엘바            | 《국적 없는 짐승들》            | 지휘관                 |
| 마크 러팔로              | 《스포트라이트》                | 마이클 레젠데스 ‡      |
| 2016 70회                |                                 |                        |
| 데브 파텔                | 《라이언》                      | 사루 브리얼리 ‡        |
| 마허샬라 알리            | 《문라이트》                    | 후안 †                 |
| 제프 브리지스            | 《로스트 인 더스트》            | 마커스 해밀턴 ‡        |
| 휴 그랜트                | 《플로렌스》                    | 세인트 클레어 베이필드 |
| 에런 테일러존슨          | 《녹터널 애니멀스》             | 레이 마커스            |
| 2017 71회                |                                 |                        |
| 샘 록웰                  | 《쓰리 빌보드》                 | 제이슨 딕슨 †          |
| 윌리엄 더포              | 《플로리다 프로젝트》           | 바비 힉스 ‡            |
| 휴 그랜트                | 《패딩턴 2》                    | 피닉스 뷰캐넌          |
| 우디 해럴슨              | 《쓰리 빌보드》                 | 빌 윌러비 ‡            |
| 크리스토퍼 플러머        | 《올 더 머니》                  | J. 폴 게티 ‡           |

## 같이 보기
- 아카데미 남우조연상